# 鳴海章
鳴海 章（なるみ しょう、1958年7月9日 -）は、日本の小説家。北海道帯広市生まれ・在住。本名三井 章芳。男性。

## 略歴
北海道帯広市生まれ。北海道帯広柏葉高等学校を経て、日本大学法学部卒。
零細PR会社に勤務していた1991年、『ナイト・ダンサー』で第37回江戸川乱歩賞を受賞（真保裕一の『連鎖』と同時受賞）。前年に『スクォーク75、ハイジャック発生』で乱歩賞に入選したが、最終候補作には選ばれなかった。
シリーズものの著作として『国連航空軍』シリーズ、『スナイパー』シリーズ、『原子力空母信濃』シリーズ、『ゼロ』シリーズがある。航空サスペンス・エンタテイメント小説の熱心な書き手として知られている。1997年から、東京から帯広に戻り作家生活を営んでいる。
また、近年では警察小説も書き始め、その代表作として『ニューナンブ』『えれじい』などがある。他に、航空サスペンス系小説以外も執筆。人間ドラマを主とした作品がある。『風花』は2001年に映画化、『輓馬』は『雪に願うこと』のタイトルで2006年に映画化、『俺は鰯』は2003年にWOWOWのドラマWでテレビドラマ化された。ばんえい競走の名馬スーパーペガサス号の生産者・三井宏悦は父方の従兄弟である。

## 著作

### 1990年代
- ナイト・ダンサー （講談社、1991年 のち文庫）
- 原子力空母「信濃」シリーズ（中央公論社 C★NOVELS）
  - 南シナ海海戦（1992年、のち文庫）
- 激突ファントム飛行隊 （1993年、のち文庫）
  - 最後の出撃（1994年 - 1995年、のち文庫）
  - 中米侵攻作戦（1994年、のち文庫）
  - ファントム無頼列伝（1994年、のちケイブンシャ文庫）
  - ラストフライト（1995年 、のちケイブンシャ文庫）
- シャドー・エコー （講談社、1992年 のち文庫）
- ネオ・ゼロ （集英社、1992年 のち文庫）
- 荒鷲の狙撃手(イーグル・スナイパー) （講談社ノベルス、1993年 のち文庫）
- スーパー・ゼロ （集英社、1993年 のち文庫）
- ゼロと呼ばれた男 （集英社、1993年 のち文庫
- 日本海雷撃戦 コリア・クライシス （講談社ノベルス、1993年 のち文庫）
- 蒼穹の射手（イーグル・ドライバー）（角川書店、1994年 のち文庫）
- ファイナル・ゼロ （集英社、1994年 のち文庫）
- 闇の戦場 （集英社、1994年 のち文庫）
- リヴァイアサン （講談社ノベルス、1994年）
- アイゼン・ドラグーン （講談社ノベルス、1995年）
- 航空事故調査官 （集英社、1995年 のち文庫「劫火」）
- 国連航空軍シリーズ（中央公論社C★NOVELS）
  - 「ユニコーン」出撃指令 （1995年 - 1996年、のちケイブンシャ文庫）
  - サハリン空中戦 （1996年、のちケイブンシャ文庫）
  - イーグル邀撃隊 （1997年）
  - 最終兵器 （1998年）
- 五十年目の零戦 （中央公論社、1995年 のち集英社文庫）
- 第七の天使 （勁文社、1995年 「長官狙撃」文庫、光文社文庫）
- デッド・シックス （角川書店、1995年）
- 撃つ （光文社カッパノベルス、1996年 のち文庫）
- 俺は鰯 （角川書店、1996年 のち文庫）
- キッカー 航空投下員 （ケイブンシャノベルス、1996年 のち徳間文庫）
- サバイバルゲーム （双葉社、1996年 のち文庫）
- Dロック （小学館、1997年 のち徳間文庫）
- 鹹湖 彼女が殺された街 （集英社、1998年）
- 成層圏の標的 （角川文庫、1998年）
- 潜入指令、高度ゼロ （ケイブンシャノベルス、1998年 「ハインド・ゲーム 北朝鮮潜入」徳間文庫）
- 卒業一九七七 （勁文社、1998年）
- パラダイスビーチ （双葉社、1998年 のち文庫）
- 真夜中のダリア （角川書店、1998年 のち文庫）
- 狼の血 （光文社カッパノベルス、1999年 のち文庫）
- 風花 （講談社、1999年 のち文庫）

### 2000年代
- 死者の森 （集英社、2000年 「鬼灯」文庫）
- 棘 （徳間書店、2000年 のち文庫）
- 輓馬 （文藝春秋、2000年 のち文庫）
- もう一度、逢いたい （ホラー短編集 実業之日本社、2000年 のち光文社文庫）
- 凍夜 （集英社文庫、2001年）
- 冬の狙撃手 （ケイブンシャノベルス、2001年 のち光文社文庫）
- 夏日 （光文社、2002年）
- ニューナンブ （講談社、2002年 のち文庫）
- 痩蛙 （角川書店、2002年 のち文庫）
- 真珠湾、遥かなり 零戦隊血風録 （トクマ・ノベルズ、2003年 のち文庫）
- 月のない夜 （徳間書店、2003年 のち文庫）
- 街角の犬 （講談社、2003年 のち文庫）
- 雨の暗殺者 （光文社カッパノベルス、2004年 のち文庫）
- 死の谷の狙撃手 （実業之日本社ジョイノベルス、2004年 のち光文社文庫）
- えれじい （講談社、2005年 のち文庫）
- 第四の射手 （実業之日本社ジョイノベルス、2005年 のち光文社文庫）
- バディソウル 対テロ特殊部隊 （光文社カッパノベルス、2005年 のち文庫）
- 強行偵察 （長編バトル・アクション 実業之日本社ジョイノベルス、2006年 のち光文社文庫）
- 薩摩組幕末秘録 （集英社、2006年）
- ナイフ・エッジ 剃刀舞踏会 （徳間書店、2006年）
- いのちに抱かれて 楓子と大地の物語 （徳間書店、2007年）
- 桔梗は驟雨に散る （実業之日本社ジョイノベルス、2007年）
- 総理を撃て （光文社カッパノベルス、2007年）
- 微熱の街 （小学館、2007年 のち文庫）
- 哀哭者の爆弾 （光文社、2008年 のち文庫）
- オマワリの掟 （連作ポリスストーリー  実業之日本社ジョイノベルス、2008年 のち文庫）
- テロルの地平 （光文社、2009年 のち文庫）

### 2010年代
- テストパイロットインジャパン 岐阜基地に屯する飛行開発実験団の勇士たち （さいとうさだちか写真 [エイ]出版社、2010年2月）
- 幕末牢人譚 秘剣念仏斬り （集英社文庫、2010年）
- マルス・ブルー （講談社、2010年 のち文庫）
- 求めて候 幕末牢人譚 2 （集英社文庫、2011年）
- 凶刃累之太刀 幕末牢人譚 3 （集英社文庫、2011年）
- マリアの骨 （実業之日本社ジョイノベルス、2011年）
- レディイーグル（漫画：千葉きよかず）
- 『月下天誅 浅草機動捜査隊』実業之日本社〈実業之日本社文庫〉、2012年11月。ISBN 978-4-408-55106-7。
- 『刑事の柩 浅草機動捜査隊』実業之日本社〈実業之日本社文庫〉、2013年7月。ISBN 978-4-408-55137-1。
- 『謀略航路』講談社、2014年3月。ISBN 978-4-06-218857-9。
- 『刑事小町 浅草機動捜査隊』実業之日本社〈実業之日本社文庫〉、2014年3月。ISBN 978-4-408-55164-7。
- 『フェイスブレイカー』講談社〈講談社文庫〉、2014年6月。ISBN 978-4-06-277865-7。
- 『レトロ・ロマンサー 1 はつこい写楽』KADOKAWA〈角川文庫〉、2014年8月。ISBN 978-4-04-101564-3。
- 『レトロ・ロマンサー 2 いとし壬生浪』KADOKAWA〈角川文庫〉、2014年9月。ISBN 978-4-04-101562-9。
- 『失踪 浅草機動捜査隊』実業之日本社〈実業之日本社文庫〉、2014年12月。ISBN 978-4-408-55200-2。
- 『公安即応班』光文社〈光文社文庫〉、2015年1月。ISBN 978-4-334-76814-0。
- 『カタギ 浅草機動捜査隊』実業之日本社〈実業之日本社文庫〉、2015年4月。ISBN 978-4-408-55224-8。
- 『刑事道 浅草機動捜査隊』実業之日本社〈実業之日本社文庫〉、2016年1月。ISBN 978-4-408-55269-9。
- 『謀略航路』講談社〈講談社文庫〉、2016年6月。ISBN 978-4-06-293399-5。
- 『全能兵器AiCO』講談社、2016年6月。ISBN 978-4-06-220098-1。
  - 『全能兵器AiCO』講談社〈講談社文庫〉、2019年7月。ISBN 978-4-06-515329-1。
- 『鎮魂 浅草機動捜査隊』実業之日本社〈実業之日本社文庫〉、2017年2月。ISBN 978-4-408-55331-3。
- 『密命売薬商』集英社〈集英社文庫〉、2017年4月。ISBN 978-4-08-745571-7。
- 『ゼロと呼ばれた男』集英社〈集英社文庫〉、2017年5月。ISBN 978-4-08-745586-1。
- 『旭日の代紋』光文社〈光文社文庫〉、2017年6月。ISBN 978-4-334-77485-1。
- 『ネオ・ゼロ』集英社〈集英社文庫〉、2017年11月。ISBN 978-4-08-745662-2。
- 『流転 浅草機動捜査隊』実業之日本社〈実業之日本社文庫〉、2018年2月。ISBN 978-4-408-55406-8。
- 『ライオットポリス』KADOKAWA〈角川文庫〉、2018年5月。ISBN 978-4-04-106902-8。
- 『血に慄えて瞑れ』光文社〈光文社文庫〉、2018年6月。ISBN 978-4-334-77666-4。
- 『スーパー・ゼロ』集英社〈集英社文庫〉、2018年9月。ISBN 978-4-08-745788-9。
- 『ファイナル・ゼロ』集英社〈集英社文庫〉、2018年10月。ISBN 978-4-08-745798-8。
- 『情夜 浅草機動捜査隊』実業之日本社〈実業之日本社文庫〉、2019年6月。ISBN 978-4-408-55482-2。
- 『悪玉 熱海警官殺し』KADOKAWA〈角川文庫〉、2019年8月。ISBN 978-4-04-108545-5。

### 2020年代
- 『アロの銃弾 レディスナイパー 前篇』光文社〈光文社文庫〉、2020年1月。ISBN 978-4-334-77889-7。
- 『体制の犬たち レディスナイパー 後篇』光文社〈光文社文庫〉、2020年4月。ISBN 978-4-334-77989-4。
- 『相勤者 浅草機動捜査隊』実業之日本社〈実業之日本社文庫〉、2020年12月。ISBN 978-4-408-55621-5。
- 『レジェンド・ゼロ1985』集英社〈集英社文庫〉、2021年5月。ISBN 978-4-08-744253-3。
- 『14歳、夏。』徳間書店〈徳間文庫〉、2021年8月。ISBN 978-4-19-894667-8。
- 『不可触領域』光文社〈光文社文庫〉、2022年7月。ISBN 978-4-334-79385-2。

## 日本国外での翻訳

### 中国本土（簡化字）
- 冷雨中的暗杀者 （2011年6月、吉林出版集团有限责任公司）『雨の暗殺者』
- 死谷狙击手 （2011年6月、吉林出版集团有限责任公司）『死の谷の狙撃手』
- 敢死队之魂 （2011年6月、吉林出版集团有限责任公司）『バディソウル 対テロ特殊部隊』
- 第四射手 （2011年6月、吉林出版集团有限责任公司）『第四の射手』

## 関連作品
- ドカベン プロ野球編（水島新司） - 福岡ダイエーホークスの捕手「鳴海章」として名が採られている。